# شهرستان ویسکانت شماره ۳۴۱
شهرستان ویسکانت شماره ۳۴۱ (به انگلیسی: Rural Municipality of Viscount No. 341) یک منطقهٔ مسکونی در کانادا است که در ساسکاچوان واقع شده‌است. شهرستان ویسکانت شماره ۳۴۱ ۸۳۱٫۲۳ کیلومتر مربع مساحت و ۳۸۶ نفر جمعیت دارد.